# Progress MS-22
Progress MS-22 (rusky: Прогресс МC-22, identifikace NASA: Progress 83P) je ruská nákladní kosmická loď řady Progress postavená společnosti RKK Energija a provozovaná agenturou Roskosmos za účelem zásobování Mezinárodní vesmírné stanice (ISS). Start se uskutečnil 9. února 2023, řízený zánik pak po 193 dnech, 21. srpna 2023.

## Loď Progress MS

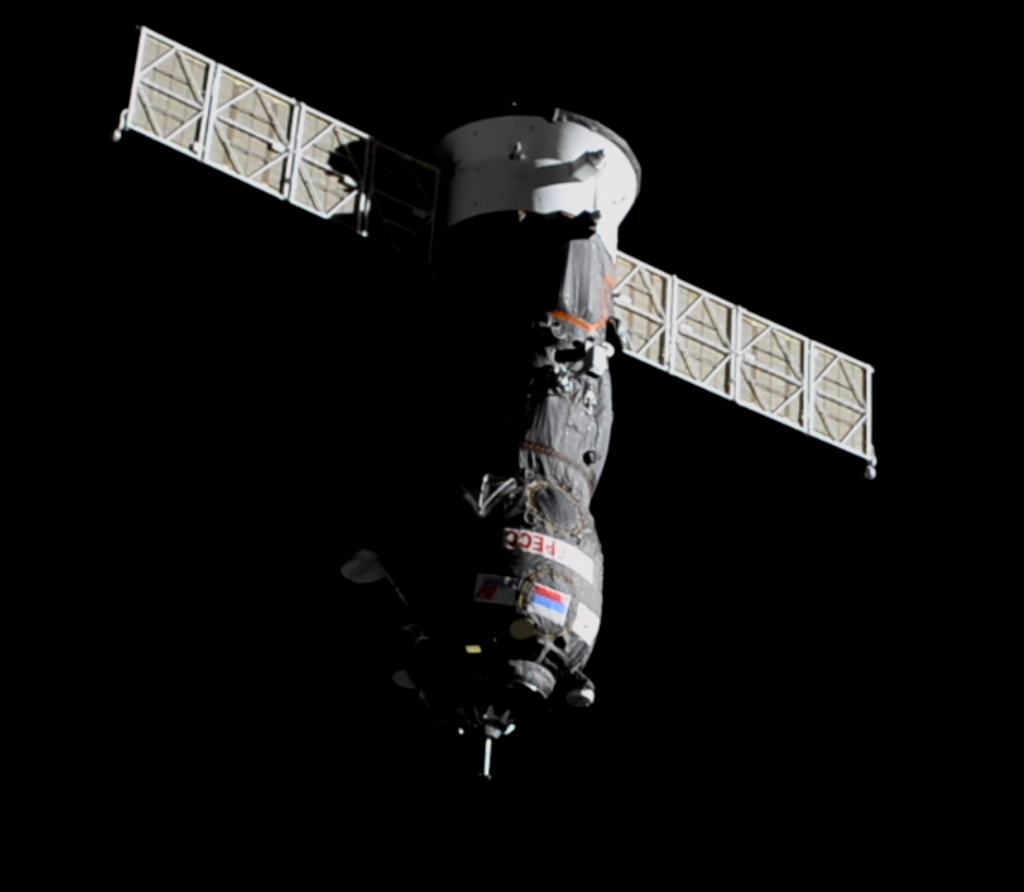
Progress MS-16 při příletu k ISS.

Progress MS je celkem pátá varianta automatické nákladní kosmické lodi Progress používané od roku 1978 k zásobování sovětských a ruských vesmírných stanic Saljut a Mir a od roku 2000 také Mezinárodní vesmírné stanice (ISS). První let této varianty s označením Progress MS-01 odstartoval 21. prosince 2015. Celková délka lodi dosahuje 7,2 metru, maximální průměr 2,72 metru, rozpětí dvou solárních panelů 10,6 metru. Startovní hmotnost je až 7 300 kg, z toho užitečné zatížení může dosáhnout až 2 600 kg.
Varianta MS zachovává základní koncepci vytvořenou už pro první Progressy. Skládá se ze tří sekcí – nákladní (pro suchý náklad a vodu), pro tankovací komponenty (na kapalná paliva a plyny) a přístrojové. Varianta je oproti předchozí verzi M-M doplněna o záložní systém elektromotorů pro dokovací a těsnicí mechanismus, vylepšenou ochranu proti mikrometeoroidům a zásadně modernizované spojovací, telemetrické a navigační systémy včetně využití satelitního navigačního systému Glonnas a nového – digitálního – přibližovacího systému Kurs NA. Od lodi MS-03 pak Progressy obsahují také nový vnější oddíl, který umožňuje umístění čtyř vypouštěcích kontejnerů pro celkem až 24 CubeSatů.

## Průběh mise
Progress MS-22 odstartoval přesně podle plánu 9. února 2023 v 06:15:36 UTC z kosmodromu Bajkonur na špičce rakety Sojuz 2.1a. Šlo celkově 175. let lodi řady Progress, loď nesla výrobní číslo 452. Dva dny po startu v 08:45:21 UTC se připojila k zadnímu portu modulu Zvezda, kde po celou dobu zajišťovala nezbytné úpravy dráhy stanice, šestkrát plánovaně a dvakrát mimořádně. V souladu s původními plány Roskosmosu na 193 dní dlouhý let se loď od ISS odpojila 20. srpna 2023 ve 23:50:30 UTC a zanikla při řízeném vstupu do atmosféry nad Jižním Pacifikem 21. srpna 2023 kolem 03:35 UTC.

## Náklad
Kosmická loď Progress MS-22 dopravila na ISS 2 534 kg nákladu:
- palivo pro motory stanice (720 kg);
- pitná voda (420 kg);
- dusík (40 kg)
- ostatní náklad pro posádku a systémy stanice (1 354 kg).

Ostatní náklad obvykle tvoří náhradní a modernizační díly pro systémy ruského segmentu ISS, nářadí pro opravy, lékařského vybavení, hygienické potřeby, potraviny, náklad pro posádku (pošta, osobní předměty apod.) a vědecké vybavení (vědecká zařízení a materiál pro experimenty a výzkumy, zejména z oblasti medicíny). Dovezena byla také satelitní navigační anténa ASN-KM určená k umístění na vnější straně ISS.